# Maximilian Sciandri
Maximilian Sciandri (Derby, 15 febbraio 1967) è un ex ciclista e dirigente sportivo italo-britannico.
Professionista dal 1989 al 2004, conta trentatré vittorie in carriera, tra cui tre tappe al Giro d'Italia e una al Tour de France.
Dopo il ritiro è stato direttore sportivo prima alla BMC e poi alla Movistar.

## Carriera
Passato professionista nel 1989 con la Titanbonifica-Benotto, Sciandri si mise in luce già nello stesso anno vincendo il Giro di Romagna, successo che riuscì poi a bissare l'anno successivo.
Nel corso della sua carriera conquistò vittorie di prestigio come la Coppa Placci, il Giro del Veneto e la Leeds International Classic (edizione valida per la Coppa del mondo 1995), nonché numerosi piazzamenti in corse di livello mondiale quali il Campionato di Zurigo, la Milano-Sanremo e il Giro di Lombardia. Vinse anche una tappa al Tour de France 1995, e tre frazioni al Giro d'Italia, nel 1991, 1992 e 1994. La sua carriera si divise fra la nazionalità italiana, con la quale corse fino al febbraio del 1995, e quella britannica, bandiera sotto la quale si aggiudicò la medaglia di bronzo nella gara in linea ad Atlanta 1996. Nel 2000 ottenne un'ultima vittoria, il Giro del Lazio, portando il computo delle vittorie da pro a 33. Chiuse con il professionismo nel 2004.
Dopo il ritiro ha svolto il ruolo di tecnico per la Federazione britannica di ciclismo (contribuendo alla creazione della base di allenamento a Quarrata, in Toscana) e di direttore sportivo prima al BMC Racing Team e poi alla Movistar.
Durante la carriera da direttore sportivo ha aiutato Mark Cavendish a trovare casa.

## Palmarès
- 1989 (Titanbonifica, una vittoria)

Giro di Romagna
- 1990 (Carrera Jeans, sette vittorie)

Giro di Romagna
Gran Premio Pino Cerami
2ª tappa Vuelta a Aragón (Teruel > Calatorao)
3ª tappa, 1ª semitappa Vuelta a Aragón (Calatorao > Tarazona)
4ª tappa Vuelta a Aragón (Tarazona > Huesca)
5ª tappa Vuelta a Aragón (Huesca > Barbastro)
6ª tappa Vuelta a Aragón (Barbastro > Saragozza)
- 1991 (Carrera Jeans, due vittorie)

11ª tappa Giro d'Italia (Sala Baganza > Savona)
1ª tappa, 1ª semitappa Driedaagse De Panne - Koksijde (Harelbeke > Herzele)
- 1992 (Motorola, quattro vittorie)

3ª tappa Giro d'Italia (Uliveto Terme > Arezzo)
2ª tappa Tour of Britain (Gateshead)
Classifica generale Tour of Britain
5ª tappa Tour de Romandie (Orbe > Ginevra)
- 1993 (Motorola, sette vittorie)

Giro del Veneto
Coppa Placci
1ª tappa Giro del Lussemburgo (Lussemburgo > Dippach)
2ª tappa Giro del Lussemburgo (Beckerich > Bertrange)
Classifica generale Giro del Lussemburgo
Grand Prix de Fourmies
2ª tappa Settimana Siciliana (Corleone > Palma di Montechiaro)
- 1994 (GB-MG Boys, quattro vittorie)

16ª tappa Giro d'Italia (Sondrio > Stradella)
4ª tappa Giro del Trentino (Roncone > Arco di Trento)
- 1995 (MG Boys, quattro vittorie)

Grand Prix de Fourmies
11ª tappa Tour de France (Le Bourg-d'Oisans > Saint-Étienne)
2ª tappa Tirreno-Adriatico (Cassino > Ferentino)
3ª tappa, 1ª semitappa Tre Giorni di La Panne (Oostduinkerke > Koksijde)
Leeds International Classic
- 1996 (Motorola, una vittoria)

8ª tappa, 1ª semitappa Parigi-Nizza (Nizza > Nizza)
- 1998 (fdjeux.com, due vittorie)

1ª tappa Critérium du Dauphiné Libéré (Villeurbanne > Charvieu-Chavagneux)
5ª tappa Critérium du Dauphiné Libéré (Crest > Grenoble)
- 2000 (Lampre, due vittorie)

Giro del Lazio
5ª tappa Rapport Toer

## Piazzamenti

### Grandi Giri
- Giro d'Italia

1991: ritirato (17ª tappa)
1992: 88º
1994: ritirato (20ª tappa)
2000: 67º
2001: 58º
2002: 68º
- Tour de France

1990: 154º
1992: ritirato (7ª tappa)
1993: 71º
1995: 47º
1996: ritirato (11ª tappa)
1997: 67º
1998: non partito (18ª tappa)
- Vuelta a España

1989: ritirato (11ª tappa)
1997: non partito (12ª tappa)
1998: non partito (15ª tappa)

### Classiche monumento
- Milano-Sanremo

1991: 40º
1992: 28º
1993: 3º
1994: 27º
1995: 15º
1996: 4º
1997: 15º
1999: 21º
2001: 25º
2002: 38º
2003: 38º
2004: 108º
- Giro delle Fiandre

1990: 96º
1992: 25º
1993: 5º
1995: 9º
1996: 16º
1997: 11º
1999: 12º
2001: 7º
2002: 51º
2003: 35º
2004: 85º
- Parigi-Roubaix

1995: 12º
1997: 32º
1999: 18º
2001: 12º
2002: 16º
2003: 38º
- Liegi-Bastogne-Liegi

1991: 61º
1993: 43º
1994: 7º
1997: 5º
1999: 48º
2001: 63º
2002: 38º
- Giro di Lombardia

1991: 38º
1993: 3º
1994: 55º
1997: 17º
2001: 7º
2002: 54º

### Competizioni mondiali
- Campionati del mondo

Duitama 1995 - In linea Elite: ritirato
Lugano 1996 - In linea Elite: 45º
San Sebastián 1997 - In linea Elite: ritirato
Verona 1999 - In linea Elite: ritirato
Plouay 2000 - In linea Elite: 17º
Lisbona 2001 - In linea Elite: 59º
Hamilton 2003 - In linea Elite: 31º
- Giochi olimpici

Atlanta 1996 - In linea: 3º
Sydney 2000 - In linea: 35º